# Корона

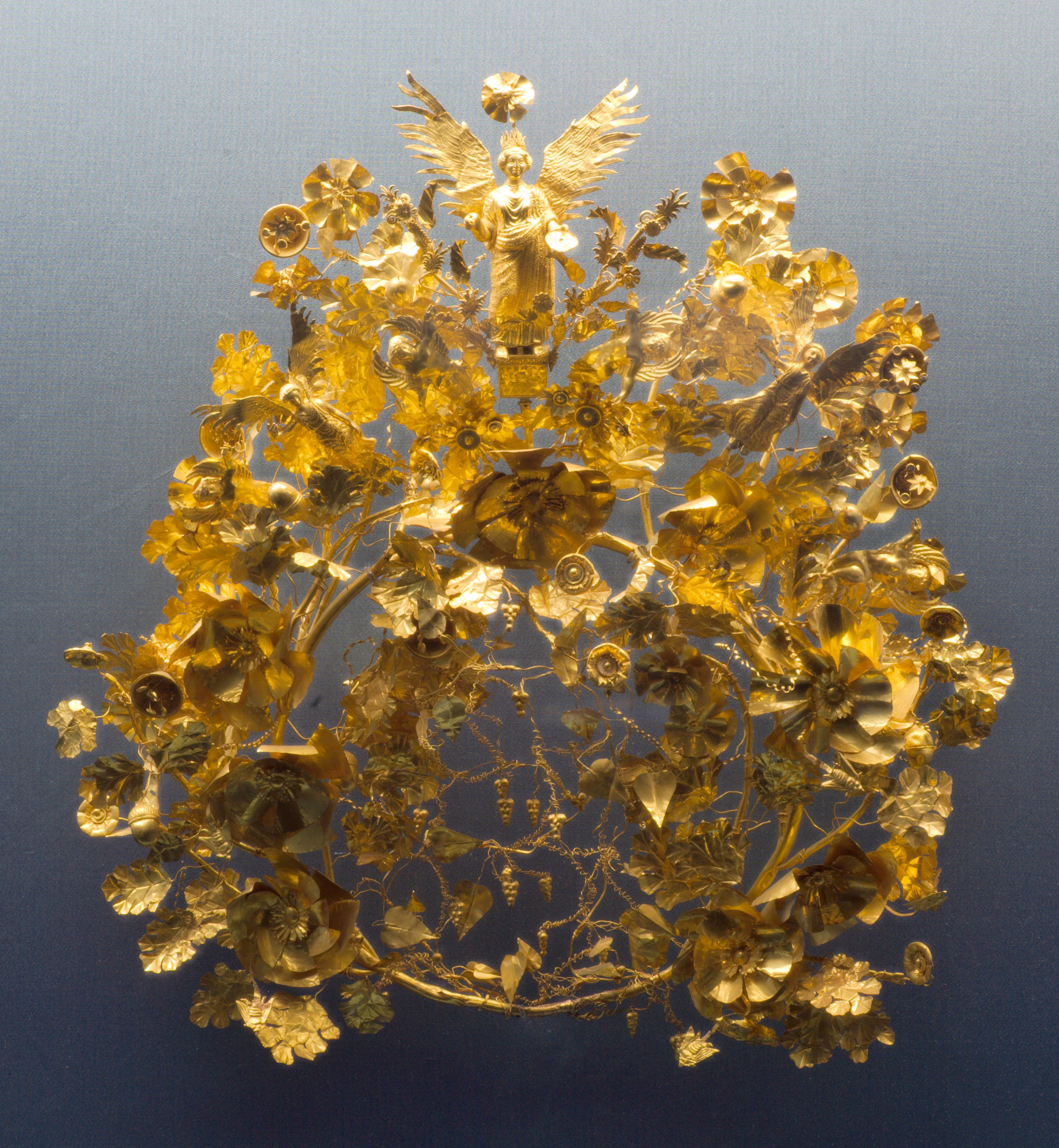
Старогрецька золота корона поховального або шлюбного призначення, 370—360 до н. е. Із могили в Арменто, Кампанья

Коро́на (лат. corona, імовірно від етруського corona  — вінок, вінець) — головний убір, що є символом монархічної влади.
Корони вироблялися з різних дорогоцінних металів (частіше із золота) і прикрашалися коштовними та напівкоштовними каменями. Можуть мати різну форму: шапки, вінці, обручі; вінчатися листям, зубцями або пластинками.

## Історія
Появу відносять до держав Стародавнього світу (Стародавній Єгипет, Стародавній Рим, Шумер) у вигляді діадеми.
Набули поширення в державах Європи після християнізації.
У християнській традиції європейської культури, прийнята церковна санкція на аутентифікацію монархічної влади, коли новий монарх бере участь в церемонії коронації, під час якої корона поміщається йому на голову представником релігії.
Спеціальні головні убори для позначення правителів беруть витоки з передісторії, і існували в багатьох окремих цивілізацій в усьому світі. Як правило, для виготовлення корон використовували рідкісні та дорогоцінні матеріали, але тільки з огляду на підвищення їхньої коштовності. Золото та дорогоцінні камені поширені в західних та східних коронах. У індіанських цивілізацій доколумбового Нового Світу використовують, наприклад, рідкісні пір'їни; так само в Полінезії (наприклад, Гаваї).
Коронація часто поєднується з іншими ритуалами, такими як інтронізація (трон такий же символ монархії, як корона) і помазання (знову ж релігійна санкція).
В окремих культурах корону не використовують для коронації, але голова все може бути інакше символічно прикрашена, наприклад, як королівська Тікка в індуїстській традиції Індії.
Зараз, як правило, монархи носять корони лише в особливо урочистих випадках.

## Корони Королівства Русь

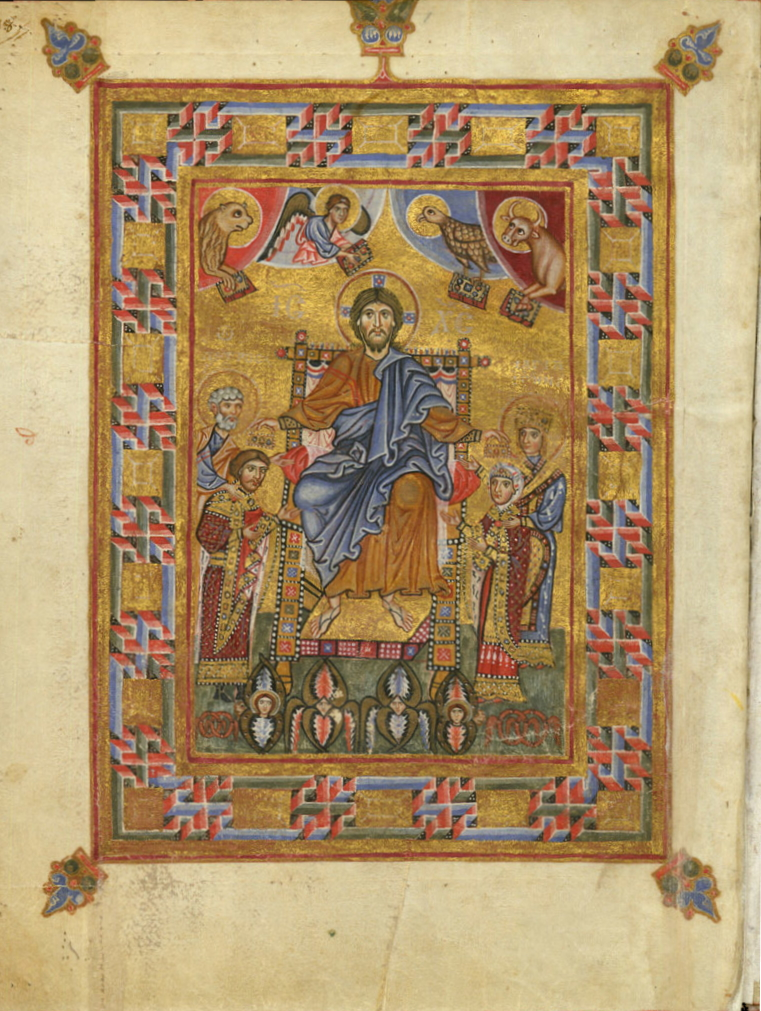
Христос коронує Ярополка та Гертруду. Трірський Псалтир

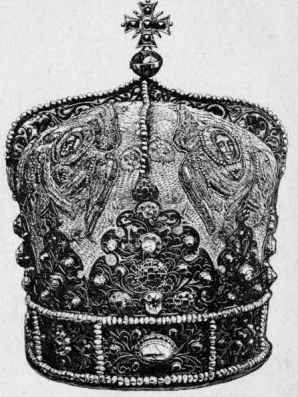
Митра перемиських владик, можливо, перероблена з корони Данила Галицького

В час боротьби за Великокняжий київський престол Великий Князь Ізяслав Ярославич (1024—1078) був прогнаний 1073 братами батька — Князями чернігівським Святославом і переяславським Всеволодом.
Великий Князь Ізяслав безрезультатно звертався за допомогою до племінника дружини Гертруди, Князя Польщі Болеслава II, потім Короля німецького Генріха IV. Тим часом його син Ярополк Ізяславич одружився з Кунегундою, донькою маркграфа Східної марки Дедо II фон Веттіна, який сприяв встановленню їхнього контакту з папою Григорієм VII.
Весною 1075 Великий Князь Ярополк Ізяславич провів успішні перемовини у Римі, де вперше в історії давньоукраїнської держави коронувався разом з дружиною на Короля (rex) та Королеву (regina) Королівства Русі, як було названо Українську Державу. Згодом у посланні від 17 квітня 1075 папа сповістив, що бере також Великого Князя Ізяслава Ярославича під свою опіку як Короля Королівства Русі (Demetrio regi Ruscorum).
З наказу папи Князь Болеслав II допоміг захопити київський Великокняжий престол Великому Князю і Королю Ізяславу Ярославичу (1077).
Великий Князь і Король Королівства Русі Ізяслав Ярославич загинув наступного року у битві з племінниками на Нежатиній Ниві під Черніговом.
Великий Князь і Король Ярополк Ізяславич змушений був задовольнитися Князівським престолом на Волині. Він загинув 1086 в час походу до Галичини.
Відомі згадки пізніших часів про пропозицію папи Інокентія III коронувати Великого Князя і галицько-волинського Князя Романа Мстиславича (1204), від чого той начебто відмовився.
Папа Григорій IX у листі до незнаного князя, яким ймовірно був Великий Князь Данило Галицький, іменує його світлим королем Русі (лат. Illustri Regi Russiae), пропонуючи свою опіку. Великий Князь Данило Галицький у 1240-х роках декілька разів відмовлявся прийняти присланий папою вінець через небажання провокувати татар. Зрештою у грудні 1253 відбулась його коронація у Дорогочині.
Не збереглось жодних згадок про вигляд вінців, якими коронувались ці Великі Князі. Також невідомий вигляд вінців, якими коронувались на Королів Русі наприкінці XII ст. та у XIII ст. угорські королевичі з династії Арпадів нащадків А́нни Яросла́вни (близько 1032 — між 1075 і 1089) — руської князівни, королеви Франції (1051—1060) представниці династії Рюриковичів, дочки Великого Князя київського Ярослава Мудрого та його другої дружини, шведської принцеси Інгігерди, дочки шведського короля Улофа III, онуки святого Великого Князя київського Володимира Святославича, другої дружини французького короля Генріха I (1051—1060).
На початку XIV ст. королівством Русі правив король Юрій І (Regis Rusie, Princeps Ladimerie), на печатці якого зберігся вигляд його корони. Першочерговою метою нападу Казимира III на королівство Русі весною 1340 було захоплення клейнодів королів, зокрема двох корон, які він вивіз до Кракова і подальша доля яких невідома.
Серед вивезених коштовностей були руські інсигнії: дві діадеми, коштовний князівський плащ і трон, оздоблений золотом і дорогоцінним камінням. 1370 року після смерті Казимира Великого руський скарб перейшов до його наступника — Людвіка Угорського, який згідно з тодішнім звичаєм, що інсигнії держави належать тому володарю, який нею володіє, вивіз їх до Угорщини. Згодом, коли Галицько-Волинська Русь разом із землями Корони Королівства Польського опинилися під зверхністю дочки Людвіка Угорського — королеви Ядвіги, про долю скарбу вже нічого невідомо.

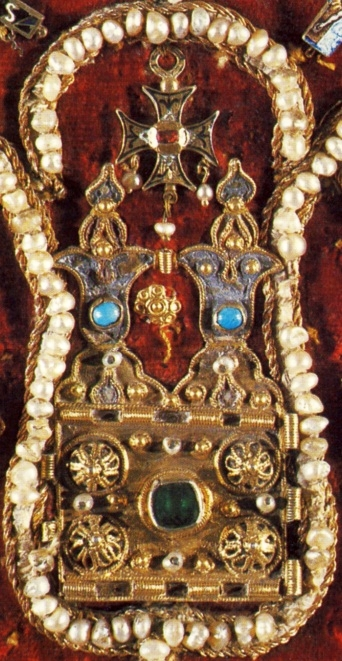
Один із сегментів

Титул короля Королівства Русі, носили угорські королевичі Коломан і Андраш (Андрій). Землі Королівства Русі Казімеж III отримав на основі угоди лише у довічне володіння, а титул Короля Королівства Русі номінально належав Королям Угорщини, що у XIV ст. було підтверджено Папою Римським.
Королевою Королівства Русі титулувала себе Польська Ядвіґа Анжуйська.
Королі Польщі титулувались або «панами і володарями» Русі або Великими князями Руськими. У середині XVI ст. королівство Угорщини було поділене поміж турками й Габсбурґами; до останніх перейшли всі титули, зокрема й королів Королівства Русі та відповідно корони.
У серпні 1772 року цісарева Марія Терезія ухвалила рішення про облаштування в складі Імперії Королівства Русі.
«Королівство Галичини та Володимирії (Лодомерії)» яке було утворене 1772 року як нова адміністративна одиниця Габсбурзької монархії Галіція і Лодомерія — латинські назви українських етнічних земель Галичини та Волині Королівства Русі.
Історично-юридичною підставою для створення Королівства було існування Руського Королівства (Королівства Галичини та Володимирії), яке постало на базі Королівства Русі.
Таким чином право на володіння короною Королівства Русі Габсбурґами отримало юридичне підґрунтя.

## Види

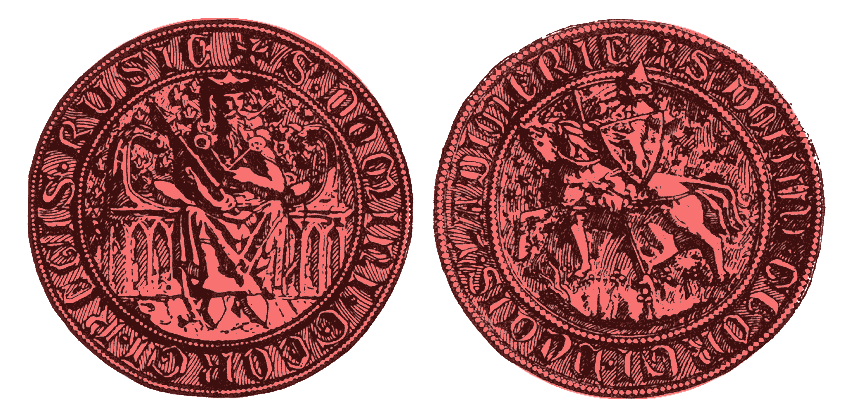
Печатка Юрія І Львовича

Залежно від титулу їхнього власника корони поділяються на імператорські, королівські, княжі, герцогські, графські тощо.
Є також папська корона — тіара.

## Термін
Термін «корона» вживається в державному праві деяких монархічних держав для позначення влади (прерогативи) монарха, а також щодо осіб, що призначаються монархом і діють від його імені — в цивільній адміністрації, збройних силах і судах (коронний суд, міністри корони тощо).
Термін «корона» (англ. The Crown) широко застосовується в англійському праві.

## Галерея

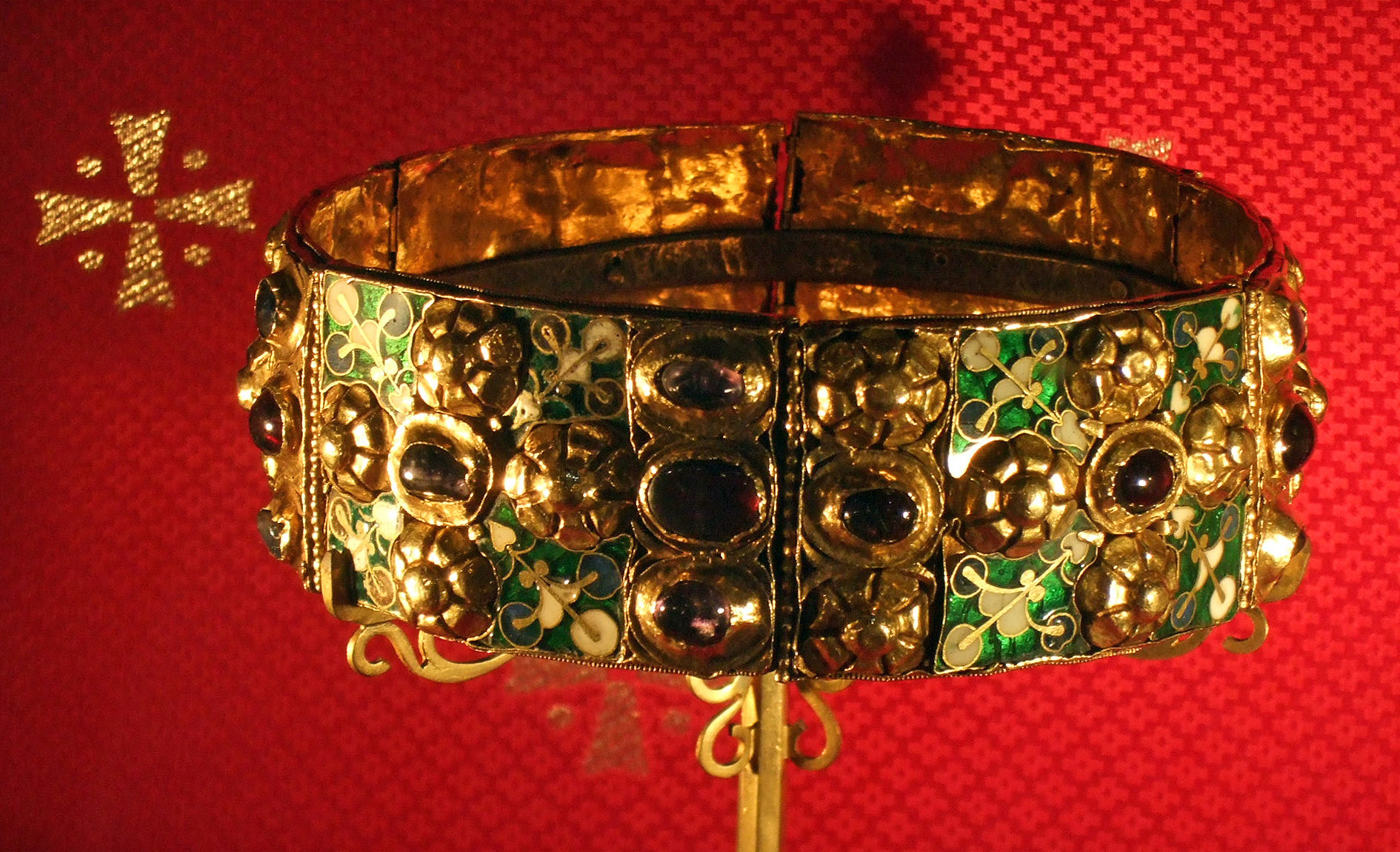
Залізна корона
Залізна корона (в геральдиці)